# Martin Jiránek
Martin Jiránek (* 25. Mai 1979 in Prag) ist ein tschechischer Fußballspieler.

## Vereinskarriere
Der Innenverteidiger spielte in der Jugend in seiner Heimatstadt bei Radotínský SK und bei Bohemians Prag und kam 1996/97 dort auch in der Erstligamannschaft zum Einsatz. Nach dem Abstieg blieb er in Prag, bis er im Jahr darauf nach der halben Saison an Tatran Poštorná ausgeliehen wurde. Bis Januar 2000 spielte er bei den wieder aufgestiegenen Bohemians, wechselte dann aber zum Ligakonkurrenten FC Slovan Liberec, mit dem er tschechischer Pokalsieger wurde.
Noch im selben Jahr begann seine Auslandskarriere. Als 21-Jähriger wechselte er zum italienischen Erstligisten Reggina Calcio und wurde dort zum Stammspieler. Er blieb dem Verein treu bis 2004, auch im Zweitligajahr 2002/03. Seit 2004 spielte der Tscheche in Russland in der Premjer-Liga bei Spartak Moskau. Im März 2009 wurde Jiránek zum Kapitän von Spartak Moskau gewählt. Ende August 2010 wechselte Jiránek zu Birmingham City.

## Nationalmannschaft
Jiránek war schon früh ein gefragter Spieler in der tschechischen Juniorenauswahl. Er stieg auf zum Kapitän der U-21-Junioren, die 2002 die Europameisterschaft gewannen. Danach wechselte er nahtlos in die A-Nationalmannschaft und war bei der EM-Qualifikation und der nachfolgenden Europameisterschaft 2004 im Team. Auch bei der Qualifikation zur Fußball-Weltmeisterschaft 2006 in Deutschland setzte Trainer Karel Brückner auf den kopfballstarken Abwehrmann, der zum WM-Aufgebot Tschechiens gehörte.